# Jaume Serra Barceló
Jaume Serra Barceló (Palma, 1951 - Palma, 2025) va ser un historiador, mestre i músic mallorquí. Es va llicenciar i doctorar en Història per la Universitat de les Illes Balears (UIB), on ha desenvolupat l'activitat investigadora centrada en la història social i l'etnohistòria de Mallorca.
Des dels seus anys d'estudiant, va col·laborar en diverses tasques d'investigació i divulgació al Museu de Mallorca, fet que marcà l'inici de la seva trajectòria en el camp de la recerca històrica. La seva tesi doctoral, titulada Banderies i bandolers a la Mallorca del Barroc, es va centrar en els conflictes socials i el fenomen del bandolerisme a l'illa durant l'edat moderna.
En l'àmbit educatiu, Serra Barceló ha estat formador de formadors en ciències socials i assessor de formació al Centre de Professorat i de Recursos de Palma. També ha exercit com a professor d'història a l'IES Josep Sureda i Blanes de Palma.
A nivell acadèmic, és autor d'una quarantena de publicacions que abasten diferents àmbits de la historiografia mallorquina. Els seus treballs més destacats se centren en la didàctica de la història, l'estudi dels grafits medievals i postmedievals, la ceràmica barroca, així com en l'anàlisi del bandolerisme i la història social de l'Antic Règim a Mallorca. A més, ha realitzat recerca sobre la depuració del magisteri durant el franquisme, aportant nous elements per a la comprensió de la repressió educativa en aquell període.

## Articles destacats
- Serra Barceló, Jaume «El bandolerisme mallorquí del barroc: alguns punts de partida». BSAL, 1994, pàg. 219-252.
- Serra Barceló, Jaume «El bandolerisme mallorquí post-agermanat». Mayurqa [Palma], núm. 28, 2000. ISSN: 0301-8296.
- Serra Barceló, Jaume «Canamunt i Canavall: quelcom més que banderies aristocràtiques». Afers, vol. 9, núm. 18, 1994. ISSN: 0213-1471.
- Serra Barceló, Jaume «Bandolerisme i Real Audiència: el procés de residència del Sr. Albanell» (PDF). BSAL, núm. 47, 1991. ISSN: 0212-7458.

## Llibres
- Serra Barceló, Jaume. Banderies i bandolers a la Mallorca del barroc. Tesi doctoral. Universitat de les Illes Balears, 1991. (tesi).  Palma: Universitat de les Illes Balears, 1996.
- Serra Barceló, Jaume. Els bandolers a Mallorca (s. XVI-XVII).  Palma: El Tall, 1997. ISBN 84-87685-67-6.
- Serra Barceló, Jaume; Bernat Roca, Margalida. Els teixits a les Illes Balears: segles XIII-XVIII. ISBN 84-89681-27-9.
- Serra Barceló, Jaume; Bernat Roca, Margalida. La síquia d'En Baster:segles XIII-XVIII.  Palma: Museu de la Mallorca, 2000. ISBN 84-89868-59-X.
- Serra Barceló, Jaume; Bernat Roca, Margalida. Sant Cabrit i Sant Bassa: com es construí un mite a la Mallorca medieval.  Palma: Lleonard Muntaner, 2000. ISBN 84-95360-12-8.
- Serra Barceló, Jaume. Pau Casesnoves i les Germanies a Inca.  Inca: Documenta Balear, 2001. ISBN 84-89067-97-X.
- Serra Barceló, Jaume. Fas memòria. El noticiari de Rafel Sancho, mercader (1628-1686).  Palma: Lleonard Muntaner, 2006 (L'Espill). ISBN 978-84-96664-25-8.
- Serra Barceló, Jaume. Documents sobre el magisteri nacional a Menorca arran de l'ocupació de l'illa per les tropes franquistes (1939).  Govern de les Illes Balears, 2002. ISBN 84-95871-22-X.
- Serra Barceló, Jaume. La veu de la revolta: sermonadors i profetes a les Germanies de Mallorca (1521-1523).  Palma: Lleonard Muntaner, 2008. ISBN 978-84-92562-00-8.